# Янь Годун, Иаков
Иаков Янь Годун  (кит.  閻國棟 雅格; 1853, Цзяньхэ, провинция Шаньси, Китай — 9 июля 1900, Тайюань, там же) — святой Римско-Католической Церкви, мученик.

## Биография
Иаков Янь Годун родился в 1853 году в деревне Цзяньхэ в провинции Шаньси в католической семье. Во взрослом возрасте решил жить в безбрачии, работал в местном католическом приходе. В 1899—1900 гг. в Китае во время Ихэтуаньского восстания жестоко преследовались христиане. Губернатор провинции Шаньси использовал восстание для гонений на христиан. По его указу была арестована группа католиков из 26 человек, среди которых был Иаков Янь Годун. 9 июля 1900 года эта группа верующих была казнена за исповедание христианства.
Иаков Янь Годун был беатифицирован 24 ноября 1946 года Римским Папой Пием XII и канонизирован 1 октября 2000 года Римским Папой Иоанном Павлом II вместе с группой 120 китайских мучеников.
День памяти в Католической Церкви — 9 июля.

## Источник
- George G. Christian OP, Augustine Zhao Rong and Companions, Martyrs of China, 2005, стр. 34